# Enoplus stenodon
Enoplus stenodon is een rondwormensoort uit de familie van de Enoplidae.